# Sant'Onofrio (Italia)
Sant'Onofrio (Santu 'nòfhriu in calabrese) è un comune italiano di 2 694 abitanti della provincia di Vibo Valentia in Calabria. Centro ad attività principalmente agricola, è punto di passaggio per raggiungere il capoluogo provinciale Vibo Valentia, in quanto sede dell'omonimo svincolo dell'A2.

## Origini del nome
Il comune prende il nome da un eremita, sant'Onofrio del Cao, che aveva preso questo nome in onore di sant'Onofrio anacoreta. Era chiamato "del Cao" in quanto nella zona è presente un pendio, simile a un burrone, chiamato anticamente dai greci Caos. Nella località "Cao" è presente una fontana munita di vasche, in cui le donne, fino a qualche decennio fa, andavano a lavare.

## Storia
In origine il luogo era abitato da monaci basiliani, che qui avevano un monastero. Sono stati trovati reperti di insediamenti precedenti di piccola entità.

### Simboli

Sant'Onofrio (VV)

Lo stemma e il gonfalone sono stati concessi con DPR del 16 novembre 1988.
Stemma
Gonfalone

## Società

### Evoluzione demografica
Abitanti censiti

### Tradizioni e folclore
I costumi locali sono incentrati principalmente sulle feste religiose. Oltre alle classiche processioni, il giorno di Pasqua, prima della messa di mezzogiorno, è inscenata l'Affruntata, una rappresentazione dell'annuncio della resurrezione di Gesù Cristo. Come consuetudine in diversi comuni della zona, l'affrontata è eseguita portando a spalla statue di santi.
Negli anni ottanta, dopo un'abbondante nevicata, un grosso ramo di un albero di ulivo si ruppe. Sul tronco scoperto, secondo alcuni, sarebbe apparso il volto di Gesù Cristo. In quella zona, meta di pellegrinaggi per diverso tempo, fu costruita una cappella.
Principale festa del paese, oltre a quella del santo patrono, venerato il 12 giugno, è la festa della Santa Croce che si svolge tradizionalmente il 3 maggio (a cruci i maju) e l'ultima domenica di settembre (a cruci i settembri).

## Cultura

### Cucina
Essendo una zona agricola, la cucina si basa principalmente su prodotti della terra, a volte "poveri", e sul maiale.
Quest'ultimo è lavorato secondo le tradizioni contadine, durante una specie di festa a cui partecipa tutta la famiglia, per produrre insaccati di vario tipo, nella maggior parte dei quali è contenuta una notevole quantità di peperoncino.
La pasta tradizionale sono i fileja, una pasta fresca impastata senza (o con pochissime) uova e poi filata su un bastoncino di legno per farle assumere una forma a elica. Viene condita con sughi di vario genere, principalmente a base di carne. Altre componenti tipiche della cucina tradizionale sono i legumi, a volte preparati con erbe selvatiche, e i peperoni.
Durante le feste di Natale, dal giorno dell'Immacolata in poi, vengono prodotti dei dolci fritti chiamati  cururicchi, curujicchi o curijicchi (molto simili ai Cuddrurieddru). La cena di Natale è caratterizzata dalla presenza di tredici pietanze diverse, con presenza fissa di piatti a base di baccalà e di verdura.
I "curujicchi" non sono dei dolci, bensì un impasto di farina, patate (bollite e tritate), acqua e sale, fritte nell'olio di oliva. Vengono consumate il giorno dell'Immacolata, 8 dicembre, con salumi e carne, e del buon vino rosso.

## Infrastrutture e trasporti

### Strade
Sant'Onofrio è collegata con l'autostrada A2 del Mediterraneo tramite l'omonimo svincolo.

## Amministrazione
| Periodo        | Periodo          | Primo cittadino   | Partito                                             | Carica                    | Note  |
| -------------- | ---------------- | ----------------- | --------------------------------------------------- | ------------------------- | ----- |
| 12 giugno 1994 | 24 maggio 1998   | Paolo Barbieri    | Partito Democratico della Sinistra                  | sindaco                   |       |
| 24 maggio 1998 | 27 maggio 2002   | Maurizio Agostino | lista civica di centro-sinistra                     | sindaco                   |       |
| 27 maggio 2002 | 28 maggio 2007   | Onofrio Stinà     | lista civica di centro-destra                       | sindaco                   |       |
| 28 maggio 2007 | 23 aprile 2009   | Francesco Ciancio | lista civica di centro-sinistra                     | sindaco                   |       |
| 23 aprile 2009 | 16 maggio 2011   |                   |                                                     | commissario straordinario | [ 5 ] |
| 16 maggio 2011 | 5 giugno 2016    | Concetto Rodà     | lista civica Per Sant'Onofrio                       | sindaco                   |       |
| 5 giugno 2016  | 4 ottobre 2021   | Onofrio Maragò    | lista civica di centro-sinistra Tre spighe          | sindaco                   |       |
| 4 ottobre 2021 | 21 febbraio 2023 | Antonino Pezzo    | lista civica di centro-destra Coraggio Sant'Onofrio | sindaco                   |       |

### Scioglimento consiglio comunale
Nel 2009 il comune di Sant'Onofrio viene commissariato a causa della sua presunta permeabilità ad infiltrazioni mafiose con decreto del presidente della Repubblica (d.lgs. 267/2000 art. 143). Di fatto viene dichiarato sciolto il consiglio comunale che autonomamente si era dimesso 3 mesi prima.
Nell'ambito delle indagini, la commissione d'accesso inviata dal prefetto riscontrò la sussistenza di elementi tali da presumere che la locale 'ndrina dei Bonavota potesse condizionare la vita amministrativa. La relazione del Ministero dell'interno dichiara: Dagli atti giudiziari risulta inoltre il ruolo determinante svolto dalla suddetta cosca sia nelle consultazioni elettorali del 2002, sia in quelle del 2007. Tra gli episodi sintomatici citati assume particolare rilievo il comizio di chiusura della campagna elettorale del 2007, nel corso del quale un candidato alla carica di consigliere comunale nella lista che sosteneva il candidato sindaco, successivamente proclamato eletto, ha dato pubblicamente lettura di una «lettera di incoraggiamento» inviatagli dal cugino, cioè dal citato capo clan della cosca egemone, che si rivolgeva direttamente agli elettori, chiedendo loro di appoggiare il suddetto candidato alla carica di sindaco.
Il commissariamento dell'ente è durato due anni, fino al 2011. 

Nel 2023 il comune di Sant'Onofrio viene sospeso a seguito delle dimissioni di 7 consiglieri comunali : Alibrandi Giuseppe, Donato Annamaria, Pileci Domenico, Maragò Onofrio, Profiti Gregorio, Petrolo Pietro e Casuscelli Felice Antonio, che con un atto congiunto hanno di fatto spalancato le porte a nuove elezioni. Sono stati nominati i commissari prefettizi che traghetteranno l'ente fino alle prossime elezioni. 

## Sport

### Squadre principali
| Squadra                    | serie                                 |
| -------------------------- | ------------------------------------- |
| A.S.D. Sant'Onofrio Calcio | Scuola calcio affiliata Atalanta B.C. |
| Sporting Sant'Onofrio      | Seconda Categoria                     |